# Wawelia
Wawelia is een geslacht van schimmels dat behoort tot de familie Xylariaceae. De typesoort is Wawelia regia.

## Soorten
Volgens Index Fungorum telt het geslacht vijf soorten (peildatum mei 2023):
| Soortnaam          | Auteur(s)           | Publicatiejaar |
| ------------------ | ------------------- | -------------- |
| Wawelia argentea   | J. Webster          | 1999           |
| Wawelia effusa     | N. Lundq.           | 1992           |
| Wawelia microspora | J. Webster          | 1999           |
| Wawelia octospora  | Minter & J. Webster | 1983           |
| Wawelia regia      | Namys?.             | 1908           |